# Bolungarvík
Bolungarvík (kiejtése: ˈpɔːluŋkarˌviːk, a lakosok által -lʏŋk- formában is használva) önkormányzat és város Izland Nyugati fjordok régiójában.
Az Óshólaviti világítótorony 1937-ben épült.
A városban 1999 óta meteorológiai megfigyelőállomás működik. A Bolungarvík és Hnífsdalur közti alagutat 2010-ben adták át.

## Története
A Landnámabók alapján a térség első lakói a 940-ben letelepedett Þuríður sundafyllir és testvére, Þjóðólfur voltak. A mondák szerint elátkozták egymást: Þuríður fivérét szoborrá változtatta, amelyen örökké madarak ürítenek. Þjóðólfur lánytestvérét kővé dermesztette; a neki tulajdonított oszlop 1936-ban ledőlt. Ugyanazon az éjjel a Þjóðólfur szikla elsüllyedt; a hagyomány szerint a tenger ekkor mosta el átkaikat.

## Éghajlat
| Hónap                                   | Jan. | Feb. | Már. | Ápr. | Máj. | Jún. | Júl. | Aug. | Szep. | Okt. | Nov. | Dec. | Év   |
| --------------------------------------- | ---- | ---- | ---- | ---- | ---- | ---- | ---- | ---- | ----- | ---- | ---- | ---- | ---- |
| Átlagos max. hőmérséklet (°C)           | 1,3  | 1,8  | 1,1  | 3,6  | 6,6  | 9,6  | 11,2 | 11,3 | 8,4   | 5,6  | 3,1  | 1,8  | 5,5  |
| Átlaghőmérséklet (°C)                   | −0,9 | −0,5 | 1,4  | 1,0  | 4,1  | 7,0  | 8,7  | 8,8  | 6,1   | 3,6  | 1,0  | −0,6 | 3,3  |
| Átlagos min. hőmérséklet (°C)           | −3,2 | −2,9 | −3,6 | −1,1 | 2,1  | 5,1  | 6,8  | 6,9  | 4,2   | 1,7  | −1,1 | −3,0 | 1,0  |
| Átl. csapadékmennyiség (mm)             | 136  | 109  | 116  | 78   | 50   | 52   | 49   | 64   | 125   | 158  | 155  | 125  | 1217 |
| Forrás: Izlandi Meteorológiai Szolgálat |      |      |      |      |      |      |      |      |       |      |      |      |      |

## Film
A város Dagúr Kári Nói albinói, valamint Rúnar Rúnarsson Sparrows című filmjének helyszíne.

## Fordítás
- Ez a szócikk részben vagy egészben  a   Bolungarvík című izlandi Wikipédia-szócikk ezen változatának fordításán alapul.  Az eredeti cikk szerkesztőit annak laptörténete sorolja fel. Ez a jelzés csupán a megfogalmazás eredetét és a szerzői jogokat jelzi, nem szolgál a cikkben szereplő információk forrásmegjelöléseként.
- Ez a szócikk részben vagy egészben  a   Bolungarvík című angol Wikipédia-szócikk ezen változatának fordításán alapul.  Az eredeti cikk szerkesztőit annak laptörténete sorolja fel. Ez a jelzés csupán a megfogalmazás eredetét és a szerzői jogokat jelzi, nem szolgál a cikkben szereplő információk forrásmegjelöléseként.